# 韦洛塔姆帕拉普
韦洛塔姆帕拉普（Vellottamparappu），是印度泰米尔纳德邦Erode县的一个城镇。总人口8129（2001年）。

## 人口
该地2001年总人口8129人，其中男性4078人，女性4051人；0—6岁人口615人，其中男324人，女291人；识字率63.89%，其中男性为75.43%，女性为52.28%。